# 언리얼 엔진 2
언리얼 엔진 2(Unreal Engine 2, UE2)는 에픽게임즈가 개발한 언리얼 엔진의 두 번째 버전이다. 언리얼 엔진 2는 엔진을 소프트웨어 렌더링에서 하드웨어 렌더링으로 전환하고 비디오 게임 콘솔과 같은 여러 플랫폼을 지원하게 되었다. UE2를 사용한 첫 번째 게임은 2002년에 출시되었고 마지막 업데이트는 2005년에 출시되었다. 언리얼 엔진 3이 뒤를 이었다.

## 역사

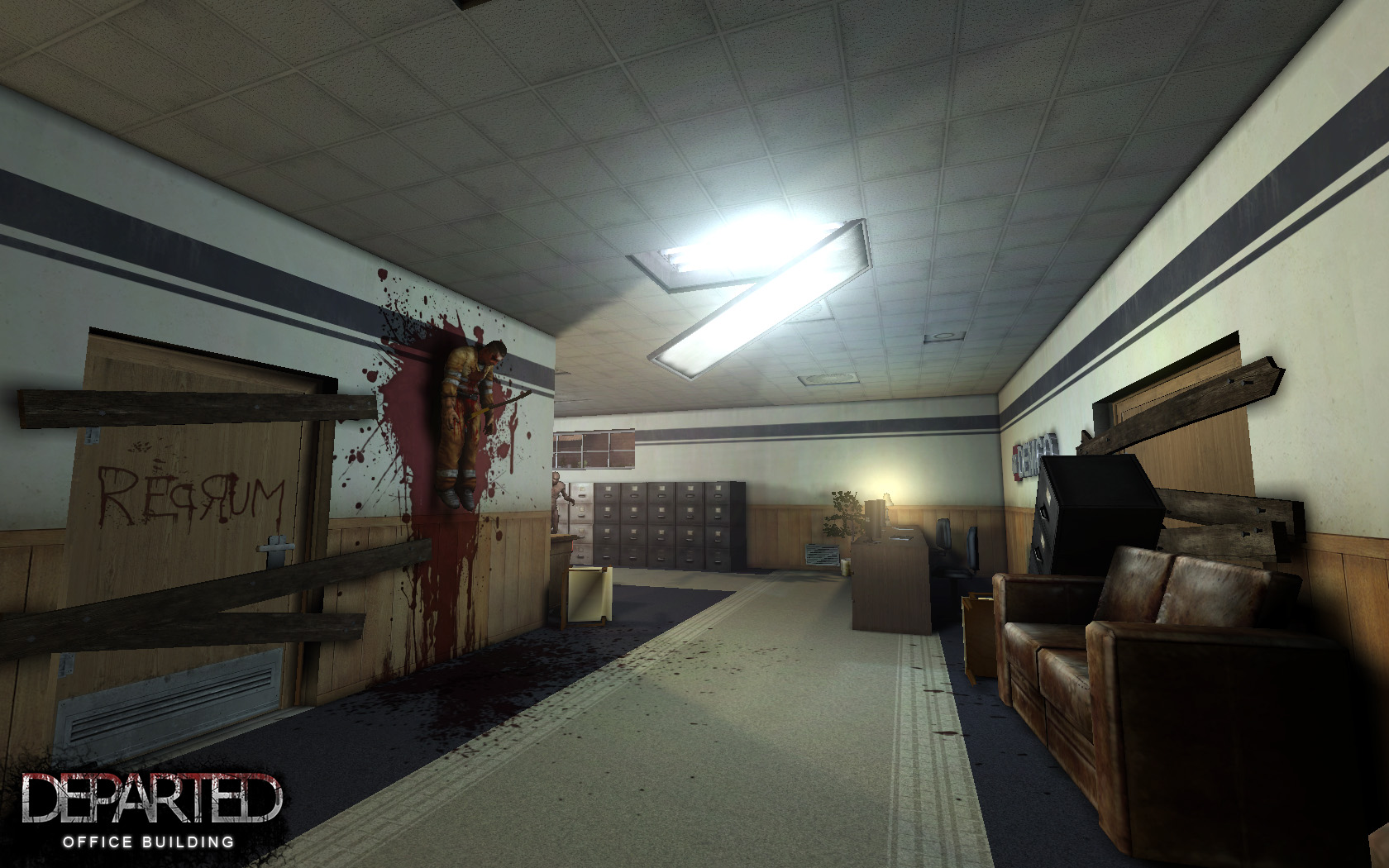
킬링 플로어는 언리얼 엔진 2로 제작되었다.

1998년 10월, IGN은 자매 매체인 Voodoo Extreme과의 인터뷰를 바탕으로 에픽게임즈의 설립자 팀 스위니가 차세대 엔진을 연구하고 있다고 보도했다. 1년 후 개발이 시작되었고, 두 번째 버전은 2002년에 미국 육군이 신병 모집 수단으로 개발한 무료 멀티플레이어 슈팅 게임 America's Army와 함께 데뷔했다. 얼마 지나지 않아 에픽은 엑스박스용 언리언 챔피언십을 출시했는데, 이는 마이크로소프트의 엑스박스 라이브를 활용한 첫 번째 게임 중 하나였다.
UE2는 라이선스 파트너십에서 성공을 거두었으며, 이는 이후 버전에서도 계속되는 추세였다. 이 엔진을 사용한 주목할 만한 게임으로는 톰 클랜시의 스플린터 셀, 데이어스 엑스: 인비저블 워, EA의 해리 포터 게임, 레드 스틸, 그리고 바이오쇼크 등이 있다. UE2는 또한 다양한 게임 장르와 스타일을 지원할 수 있었는데, IGN은 Domestic에서 미국 육군에서의 사용과 대비하여 "시, 영화, 향수를 인터랙티브한 1인칭 탐험으로 결합한" 언리얼 토너먼트 2003의 예술적 수정본과 비교했다.
UE2X라고 불리는 UE2의 특수 버전은 오리지널 엑스박스 플랫폼용 Unreal Championship 2: The Liandri Conflict를 위해 설계되었으며, 해당 콘솔에 특화된 최적화 기능을 갖추고 있었다. 2011년 3월, 유비소프트 몬트리올은 톰 클랜시의 스플린터 셀 3D를 통해 UE2가 닌텐도 3DS에서 성공적으로 실행되고 있음을 밝혔다. 유비소프트는 "3DS는 강력하며, 우리는 이 콘솔에서 언리얼 엔진을 실행할 수 있습니다. 이는 휴대용 기기에는 매우 인상적인 일이며, 3D는 성능에 영향을 미치지 않습니다(저의 훌륭한 프로그래머들 덕분입니다)."라고 말했다.
언리얼 토너먼트 2004는 언리얼 엔진 2.5로 흔히 불리는 언리얼 엔진 2의 패치를 도입했다. UE2는 2005년에 마지막으로 업데이트된 후 언리얼 엔진 3으로 대체되었다.

## 기능

### GPU 가속
UE2의 렌더링 코드는 UE1에서 완전히 재작업되었으며 지포스 3 시리즈와 같은 새로운 하드웨어 및 그래픽 API를 활용했다. UE1은 주류 GPU 하드웨어 개발 이전에 출시되어 초기 버전에서는 소프트웨어 렌더링만 사용했지만, UE2는 처음부터 GPU 가속을 염두에 두고 설계되었다.
언리얼 토너먼트 이전 게임에서는 소프트웨어 렌더링이 우리에게 중요했습니다. 이제 지포스와 NV20을 다음 게임의 '기본' 하드웨어로 간주할 수 있습니다. 우리는 하드웨어를 100% 활용하는 데 정말 집중하고 있습니다.— 스위니, 맥시멈 PC, 2001

UE2는 또한 2000년에 출시된 DirectX 8을 사용한 첫 번째 버전이기도 하다. DirectX 8은 픽셀 셰이더와 버텍스 셰이더를 지원한 첫 번째 DirectX 버전이었으며, 스위니에 따르면 이는 게임 개발자들이 "게임의 모든 측면, 특히 애니메이션과 사실적인 조명을 사용자 정의"할 수 있게 해줄 것이라고 한다. 하드웨어 T&L은 더 큰 야외 환경을 지원하는 데 사용되었으며, 에픽게임즈의 잭 포터는 UE2에서 크게 개선되었다고 설명했다.

### 여러 플랫폼
언리얼 토너먼트가 출시 후 플레이스테이션 2로 포팅되었지만, 언리얼 엔진 2는 다중 플랫폼 지원을 중요한 초점으로 삼은 첫 번째 버전이었다. UE2는 PC, 플레이스테이션 2, 엑스박스, 닌텐도 게임큐브를 지원했다. IGN에 따르면, 에픽이 다중 플랫폼에 초점을 맞춘 것은 비디오 게임 산업에서 이후 몇 년 동안 PC에서 콘솔 개발로의 더 큰 전환을 예상했기 때문이라고 한다.

### 기타 기능
이 엔진은 시네마틱 편집 도구, 입자 시스템, 3D Studio Max 및 오토데스크 마야용 내보내기 플러그인, 그리고 플레이스테이션 2 버전의 언리얼 토너먼트에서 처음 선보인 골격 애니메이션 시스템을 포함한 다양한 기능을 통합했다. 또한 UnrealEd의 사용자 인터페이스는 C++로 wxWidgets 툴킷을 사용하여 재작성되었으며, 스위니는 당시 "사용 가능한 최고"라고 말했다.
에픽은 영국 기반 스튜디오 매스 엔진(Math Engine)의 타사 소프트웨어인 카르마(Karma) 물리 엔진을 사용하여 래그돌 플레이어 충돌 및 임의의 강체 동역학과 같은 물리 시뮬레이션을 구동했다. 언리얼 토너먼트 2004에는 향상된 최적화, 개선된 물리, 에디터 업데이트 및 더 많은 파티클 효과가 포함되었다. 차량 기반 게임 플레이가 성공적으로 구현되어 대규모 전투가 가능해졌다. 언리얼 토너먼트 2003은 카르마 엔진을 통해 차량 물리 지원을 가졌고, "급조된 차량"이 있는 테스트 맵에서 시연되었지만, Psyonix가 에픽의 기본 코드를 기반으로 모드를 만들기 전까지는 게임에 완전히 코딩된 차량이 없었다. 그들의 노력에 감탄한 에픽은 Psyonix를 계약자로 고용하여 온슬로트라는 공식 게임 모드로 후속작에 포함하기로 결정했다. Psyonix는 나중에 로켓 리그를 개발했으며, 2019년에 에픽에 인수되었다.